# Casemate de Dambach-Nord
La casemate de Dambach-Nord est une casemate d'intervalle de la ligne Maginot (secteur fortifié des Vosges), se situant sur la commune de Dambach, dans le Bas-Rhin.
La casemate avait pour mission d'interdire l'accès à la vallée du Schwarzbach.
La visite de cette casemate retrace aujourd'hui le mode de vie d'un soldat de 1940 en poste dans le secteur. Sa mission était d'inonder la vallée en cas d'invasion.
Un circuit de découverte complète la visite par l'approche de l'ensemble du dispositif Maginot de la vallée et l'histoire des combats dans le secteur.